# Organització Sionista Mundial
L'Organització Sionista Mundial (hebreu: הַהִסְתַּדְּרוּת הַצִּיּוֹנִית הָעוֹלָמִית‎; HaHistadrut HaTzionit Ha'Olamit) (en anglès: World Zionist Organization) (WZO) va ser creada el 3 de setembre del 1897 al Primer Congrés Sionista celebrat a Basilea (Suïssa). Aquesta organització, que es deia encara Organització Sionista va esdevenir l'aparador de moviment sionista. No fou fins al 1960 que el moviment va arribar a ser conegut com a Organització Sionista Mundial.
Theodor Herzl, que va organitzar el primer Congrés, va escriure més tard: "A Basilea vaig infantar el futur Estat jueu. Pot arribar en cinc anys, o d'aquí a cinquanta anys, però tothom el veurà".
En la creació de l'estat d'Israel, cinquanta anys després, el 14 de maig del 1948, una gran part de les institucions ja s'havien posat en funcionament en els diversos congressos sionistes que s'havien dut a terme regularment durant les dècades anteriors. Algunes d'aquestes institucions segueixen funcionant avui dia.

## Funcionament
Del 1897 al 1946, se celebrà un congrés cada dos anys (excepte durant les guerres mundials) en diverses ciutats europees, per construir la infraestructura necessària per instal·lar els jueus a Palestina.
Les delegacions del congrés representaven tots els jueus, independentment del seu país, la seva llengua, les seves tradicions religioses o sensibilitats polítiques. El vot de cada delegat es representava mitjançant la utilització del seu xéquel sionista. Els representants van ser agrupats d'acord amb la seva ideologia en comptes de la seva ubicació geogràfica.
Les finances de l'organització van ser gestionats pel  Jewish Colonial Trust, fundada l'any 1899, i l'adquisició de terres a Palestina va ser organitzada pel Fons Nacional jueu, fundat el 1901. El Keren Hayesod va ser fundat l'any 1920 per organitzar les activitats bàsiques necessàries per a l'existència d'un estat: els serveis públics, bancaris i d'explotació de la potassa foren també creat molts abans del 1948. L'Agència Jueva n'és una organització paral·lela.

## Presidents
- Theodor Herzl: (1897 - 1904)
- David Wolffsohn: (1905 - 1911)
- Otto Warburg: (1911 - 1921)
- Chaim Weizmann (1r cop): (1921 - 1931)
- Nahum Sokolow: (1931 - 1935)
- Chaim Weizmann (2n cop): (1935 - 1946)
- David Ben-Gurion (interí): (1946 - 1956)
- Nahum Goldmann: (1956 - 1968)
- Ehoud Avriel: (1968 - 1972)
- Louis Arie Pincus: (1968 - octubre 1973)
- Arie Leon Dulzin (1r cop): (octubre 1973 - 1975)
- Pinhas Sapir: (1975 - 12 d'agost del 1975)
- Arie Leon Dulzin (2n cop): (12 d'agost del 1975 - 6 de gener del 1976)
- Joseph Almogi: (6 de gener del 1976 - 1978)
- Arie Leon Dulzin (3r cop): (1978 - desembre 1987)
- Simcha Dinitz: (desembre 1987 - 14 de febrer 1994)
- Yehiel Leket: (febrer 1994 - febrer 1995)
- Avraham Burg: (febrer 1995 - febrer 1999)
- Sallai Meridor: (25 de febrer 1999 - 2005)
- Zeev Bielski: (2005-2009)
- Avraham Duvdevani (des del 2010)

## Federacions sionistes
- Federació Sionista Australiana: va ser establerta en l'any 1927 per fer una campanya a favor d'una llar nacional per al poble jueu. La federació es una organització que aplega als sionistes australians. Va ser establerta a Melbourne en l'any 1927 per diverses personalitats, com ara Sir John Monash i el rabí Israel Brodie, amb l'anterior esdevenint el primer president de l'associació. La federació accepta i dona suport al programa de Jerusalem de 1968 i a la seva revisió de l'any 2004 com a plataforma ideològica per al sionisme.
- Federació Sionista de Nova Zelanda: la seva missió consisteix a treballar amb la comunitat neozelandesa per sostenir la identitat jueva, mantenir bones relacions amb Nova Zelanda, i fer possible un enteniment positiu d'Israel i el sionisme.[6]
- Federació Sionista d'Irlanda i la Gran Bretanya: és pluralista, promou la cultura, la defensa, i l'emigració.[7]
- Moviment Sionista Americà: (en hebreu: התנועה הציונית האמריקאית, en anglès: American Zionist Movement) és una coalició de grups i individus compromesos amb el sionisme. Aquests grups comparteixen la idea que el poble jueu té una història compartida, uns valors, i un idioma. El MSA és la federació nord-americana de l'Organització Sionista Mundial.[8]